# Vladimír Ankrt
Vladimír Ankrt (7. února 1902 Praha – 1940 Brazílie) byl český a československý pólista – brankař, účastník olympijských her 1924.
Závodnímu plavání a vodnímu pólu se věnoval aktivně od roku 1920 za pražský plavecký klub APK Praha. Jako pólista hrál na pozici brankaře. Pro svoji vysokovou postavu byl přezdíván Lano. V roce 1924 byl oporou československého pólového týmu, který startoval na olympijských hrách v Paříži. V roce 1928 se vystěhoval do Brazílie, kde v roce 1940 podlehl těžké chorobě.

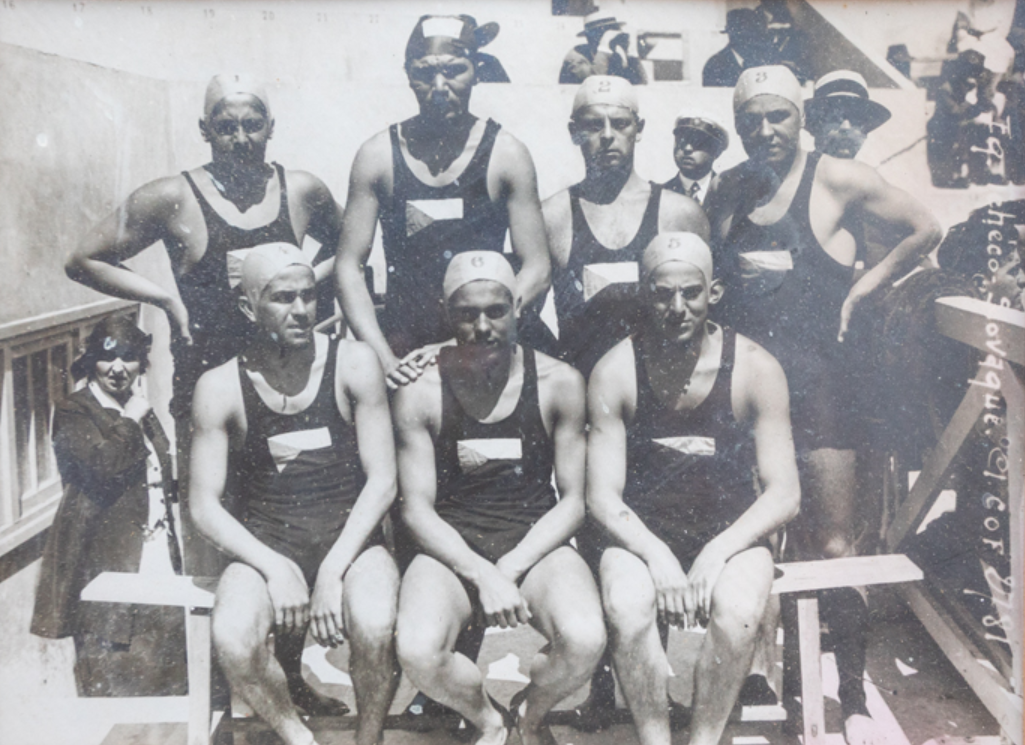
Československý olympijský tým ve vodním pólu na LOH 1924, Vladimír Ankrt stojí druhý zleva